# Троицкий собор (Красноярск)

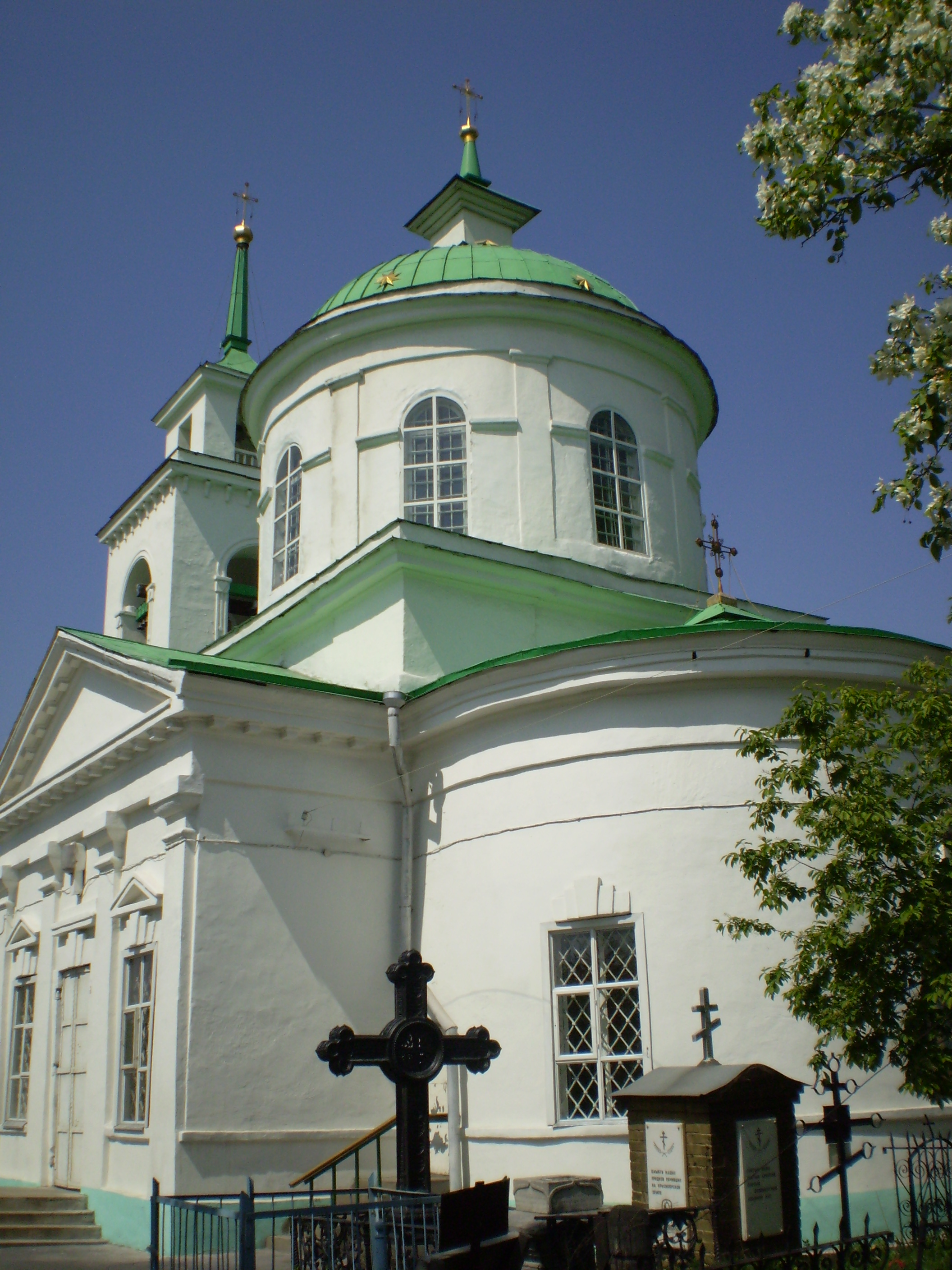

Свя́то-Тро́ицкий собо́р — православный собор в Красноярске, единственный храм города, открытый для богослужений в советские времена.

## История
15 августа 1831 года общее собрание купцов и мещан Красноярска приняло решение просить разрешения на строительство кладбищенской церкви за рекой Качей. Решением Енисейского губернского правления от 29 мая 1835 года были утверждены план и фасад здания церкви, разработанные губернским архитектором Д. А. Маковецким и его помощником П. А. Шаровым. 11 февраля 1836 года П. А. Шаров представил чертежи в строительную комиссию.
Как многие сибирские храмы Свято-Троицкий собор строился в два этапа — холодная Троицкая церковь была заложена 20 мая 1836 года, через три месяца было получено разрешение от епископа Томского и Енисейского Агапита о дозволении построить и тёплый придел, освящённый во имя святителя Иннокентия Иркутского 21 августа 1842 года. Троицкий придел был освящён 11 октября 1848 года.
Церковь построена на вершине высокого холма в начале тракта на Енисейск и стала архитектурной доминантой, возвышающейся над плоским ландшафтом Красноярска. После освящения придела во имя Иннокентия Иркутского начались захоронения на новом Троицком кладбище. Одно из первых сохранившихся захоронений датируется 1843 годом.
В 1850-х годах на средства красноярского купца Николая Иноземцева была возведена каменная ограда с воротами на западной стороне кладбища, а позднее и с южной стороны. В 1860-х годах около Троицкой кладбищенской церкви купец Матвей Сажин построил каменную часовню во имя Святых Апостолов Петра и Павла.